# Nikolsburger Rezső
Nikolsburger Rezső (Budapest, 1899. március 21. – New York, 1969. december) válogatott magyar labdarúgó, csatár.

## Pályafutása

### Klubcsapatban
1920 és 1925 között játszott a Ferencvárosban. Az 1925–26-os bajnokcsapat tagja volt. Ezen túl háromszor volt ezüst- és bronzérmes a csapattal. A Fradiban összesen 100 mérkőzésen szerepelt (53 bajnoki, 37 nemzetközi, 10 hazai díjmérkőzés) és 47 gólt szerzett (23 bajnoki, 24 egyéb).

### A válogatottban
1920-ban egy alkalommal szerepelt a válogatottban.

## Sikerei, díjai
- Magyar bajnokság
  - bajnok: 1925–26
  - 2.: 1921–22, 1923–24, 1924–25
  - 3.: 1919–20, 1920–21, 1922–23

## Statisztika

### Mérkőzése a válogatottban
| Magyarország | Magyarország      | Magyarország                    | Magyarország | Magyarország | Magyarország | Magyarország | Magyarország | Magyarország |
| #            | Dátum             | Helyszín                        | Hazai        | Eredmény     | Vendég       | Kiírás       | Gólok        | Esemény      |
| ------------ | ----------------- | ------------------------------- | ------------ | ------------ | ------------ | ------------ | ------------ | ------------ |
| 1.           | 1920. november 7. | Budapest, Hungária körúti pálya | Magyarország | 1 – 2        | Ausztria     | barátságos   | -            |              |
|              | Összesen          |                                 |              | 1            | mérkőzés     |              | 0            | gól          |